# العلاقات السيراليونية الميكرونيسية
العلاقات السيراليونية الميكرونيسية هي العلاقات الثنائية التي تجمع بين سيراليون وولايات ميكرونيسيا المتحدة.

## مقارنة بين البلدين
هذه مقارنة عامة ومرجعية للدولتين:
| وجه المقارنة                                              | سيراليون       | ولايات ميكرونيسيا المتحدة |
| --------------------------------------------------------- | -------------- | ------------------------- |
| المساحة (كم2)                                             | 71.74 ألف      | 702                       |
| عدد السكان (نسمة)                                         | 7.56 مليون     | 105.54 ألف                |
| الكثافة السكانية (ن./كم²)                                 | 105.38         | 15.03 ألف                 |
| العاصمة                                                   | فريتاون        | باليكير                   |
| اللغة الرسمية                                             | لغة إنجليزية   | لغة إنجليزية              |
| العملة                                                    | ليون سيراليوني | دولار أمريكي              |
| الناتج المحلي الإجمالي (بليون دولار)                      | 3.77 مليار     | 336.43 مليون              |
| الناتج المحلي الإجمالي (تعادل القوة الشرائية) بليون دولار | 10.13 مليار    | 365.27 مليون              |
| الناتج المحلي الإجمالي الاسمي للفرد دولار أمريكي          | 653            | 3.02 ألف                  |
| الناتج المحلي الإجمالي للفرد دولار أمريكي                 | 1.97 ألف       |                           |
| مؤشر التنمية البشرية                                      | 0.413          | 0.640                     |
| رمز المكالمات الدولي                                      | +232           | +691                      |
| رمز الإنترنت                                              | .sl            | .fm                       |
| المنطقة الزمنية                                           | 00             |                           |

## منظمات دولية مشتركة
يشترك البلدان في عضوية مجموعة من المنظمات الدولية، منها:
| علم المنظمة | اسم المنظمة                                 | تاريخ انضمام سيراليون | تاريخ انضمام ولايات ميكرونيسيا المتحدة |
| ----------- | ------------------------------------------- | --------------------- | -------------------------------------- |
|             | مؤسسة التنمية الدولية                       | 13 نوفمبر 1962        | 24 يونيو 1993                          |
|             | مؤسسة التمويل الدولية                       | 10 سبتمبر 1962        | 24 يونيو 1993                          |
|             | منظمة حظر الأسلحة الكيميائية                | ?                     | ?                                      |
|             | الأمم المتحدة                               | 27 سبتمبر 1961        | 17 سبتمبر 1991                         |
|             | الاتحاد الدولي للاتصالات                    | 30 ديسمبر 1961        | 18 مارس 1993                           |
|             | البنك الدولي للإنشاء والتعمير               | 10 سبتمبر 1962        | 24 يونيو 1993                          |
|             | مجموعة دول أفريقيا والكاريبي والمحيط الهادئ | ?                     | ?                                      |
|             | المركز الدولي لتسوية المنازعات الاستشارية   | 14 أكتوبر 1966        | 24 يوليو 1993                          |
|             | وكالة ضمان الاستثمار متعدد الأطراف          | 20 يونيو 1996         | 11 أغسطس 1993                          |
|             | يونسكو                                      | 28 مارس 1962          | 19 أكتوبر 1999                         |